# Kulturhauptstadt Litauens

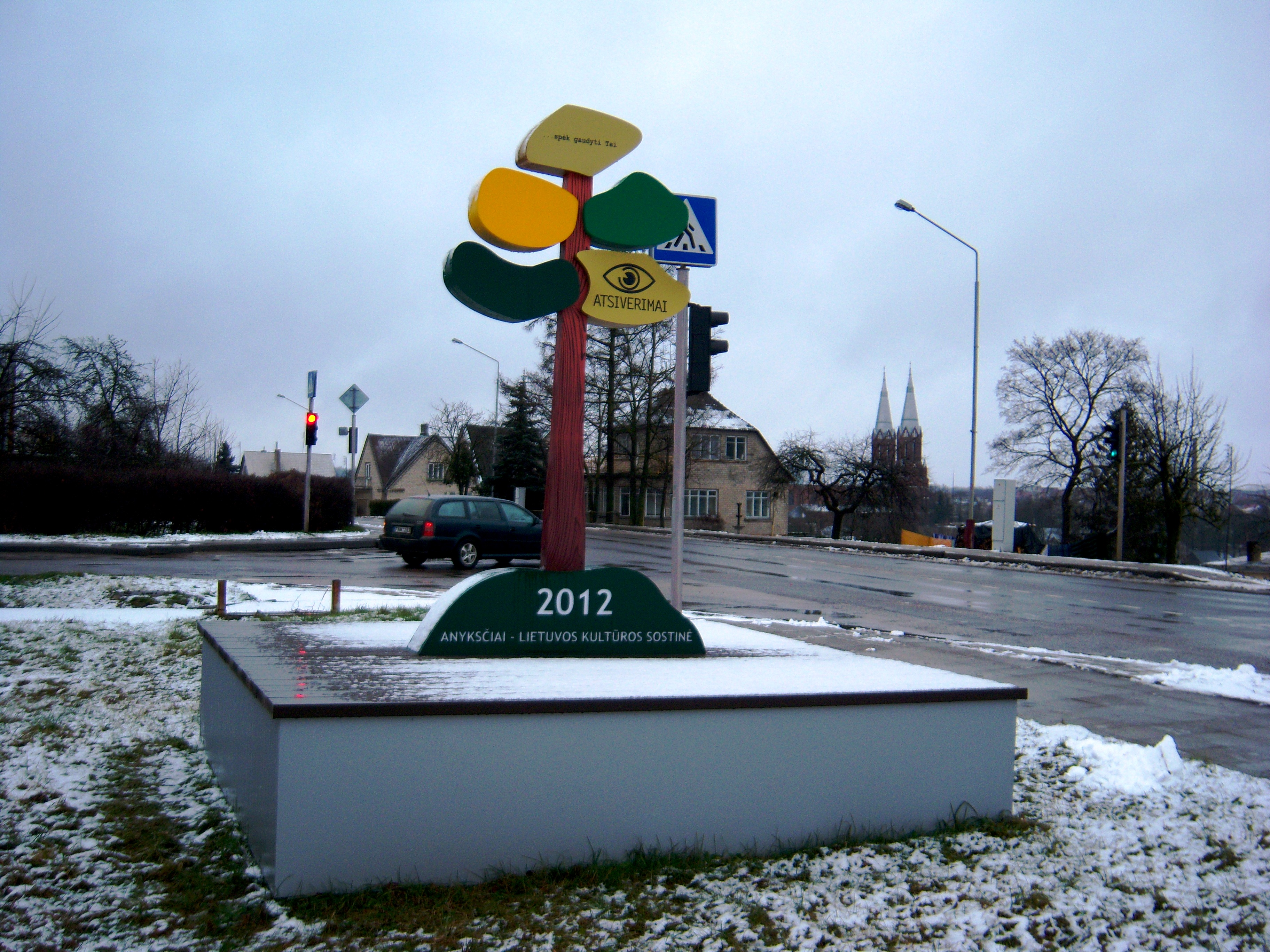
Zeichen 2012, Anykščiai

Die Kulturhauptstadt Litauens (litauisch Lietuvos kultūros sostinė) ist seit 2008 eine Kulturinitiative in Litauen, nach dem Vorbild von Kulturhauptstadt Europas.  Jährlich wird der Titel Kulturhauptstadt Litauens vom Kulturministerium der Republik Litauen an eine Stadt vergeben. Das Projekt fördert Kulturaktivitäten und Kunst in litauischen Regionen.

## Städte
| Jahr | Stadt       |
| ---- | ----------- |
| 2008 | Zarasai     |
| 2009 | Plungė      |
| 2010 | Ramygala    |
| 2011 | Šilutė      |
| 2012 | Anykščiai   |
| 2013 | Palanga     |
| 2014 | Panevėžys   |
| 2015 | Žagarė      |
| 2016 | Telšiai     |
| 2017 | Klaipėda    |
| 2018 | Marijampolė |
| 2019 | Rokiškis    |
| 2020 | Trakai      |
| 2021 | Neringa     |
| 2022 | Alytus      |

## Kleine Kulturhauptstädte Litauens

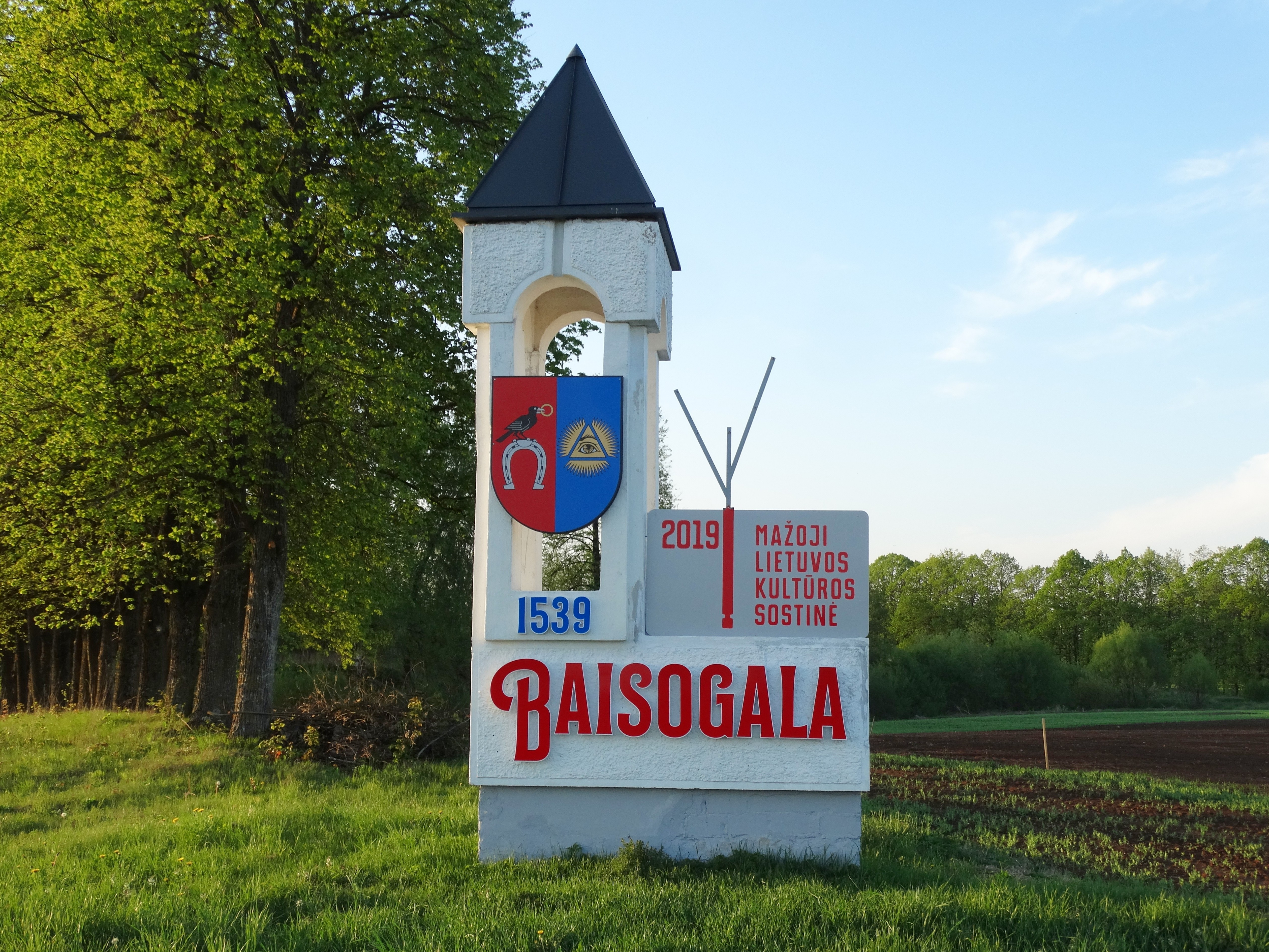
Baisogala 2019

Der Titel der Kleinen Kulturhauptstadt (Mažoji kultūros sostinė) wird jedes Jahr den 10 Orten vergeben.
Beispiele:
- 2015: Naisiai
- 2017: Punia
- 2018: Kražiai, Viečiūnai
- 2019: Baisogala
- 2020: Veiviržėnai,  Simnas, Kačerginė, Lekėčiai, Juodupė, Akmenė, Skaudvilė, Žlibinai, Musninkai, Tauragnai.[5]